# Сивохино
Сивохино — село в Тасеевском районе Красноярского края. Административный центр Сивохинского сельсовета.

## География
Село находится в восточной части края, в пределах Среднесибирского плоскогорья, в подтаёжно-лесостепном районе лесостепной зоны, на левом берегу реки Хандалы, на расстоянии приблизительно 23 километров (по прямой) к юго-западу от Тасеева, административного центра района. Абсолютная высота — 218 метров над уровнем моря.
Климат
Климат характеризуется как резко континентальный, с продолжительной морозной зимой и коротким тёплым летом. Средняя температура воздуха самого тёплого месяца (июля) составляет 17,7 °C (абсолютный максимум — 38 °C); самого холодного (января) — −23 °C (абсолютный минимум — −57 °C). Продолжительность безморозного периода составляет в среднем 60 дней. Среднегодовое количество атмосферных осадков составляет 392—401 мм, из которых большая часть выпадает в тёплый период.

## История
Основано в 1899 году. По данным 1926 года в посёлке Сивохина имелось 111 хозяйств и проживало 599 человек (294 мужчины и 305 женщин). В национальном составе населения того периода преобладали русские. В административном отношении являлось центром Сивохинского сельсовета Тасеевского района Канского округа Сибирского края.

## Население
| 2010 |
| ---- |
| 447  |

Половой состав
По данным Всероссийской переписи населения 2010 года в гендерной структуре населения мужчины составляли 48,5 %, женщины — соответственно 51,5 %.
Национальный состав
Согласно результатам переписи 2002 года, в национальной структуре населения русские составляли 96 % из 535 чел.